# John Disley
John Ivor Disley (* 20. November 1928 in Corris, Gwynedd; † 8. Februar 2016 in London) war ein britischer Leichtathlet.
Bei den Olympischen Spielen gewann der Hindernisläufer über 3000 m Hindernis 1952 in Helsinki Bronze und wurde 1956 in Melbourne Sechster.
1952, 1955 und 1957 wurde er britischer Meister. Seine Bestzeit von 8:44,2 min stellte er am 11. September 1955 in Moskau auf. 1954 startete er bei den British Empire and Commonwealth Games in Vancouver im Meilenlauf für Wales, schied aber im Vorlauf aus.
Er war mit der Leichtathletin Sylvia Cheeseman verheiratet.